# Proclamation de la république au Brésil

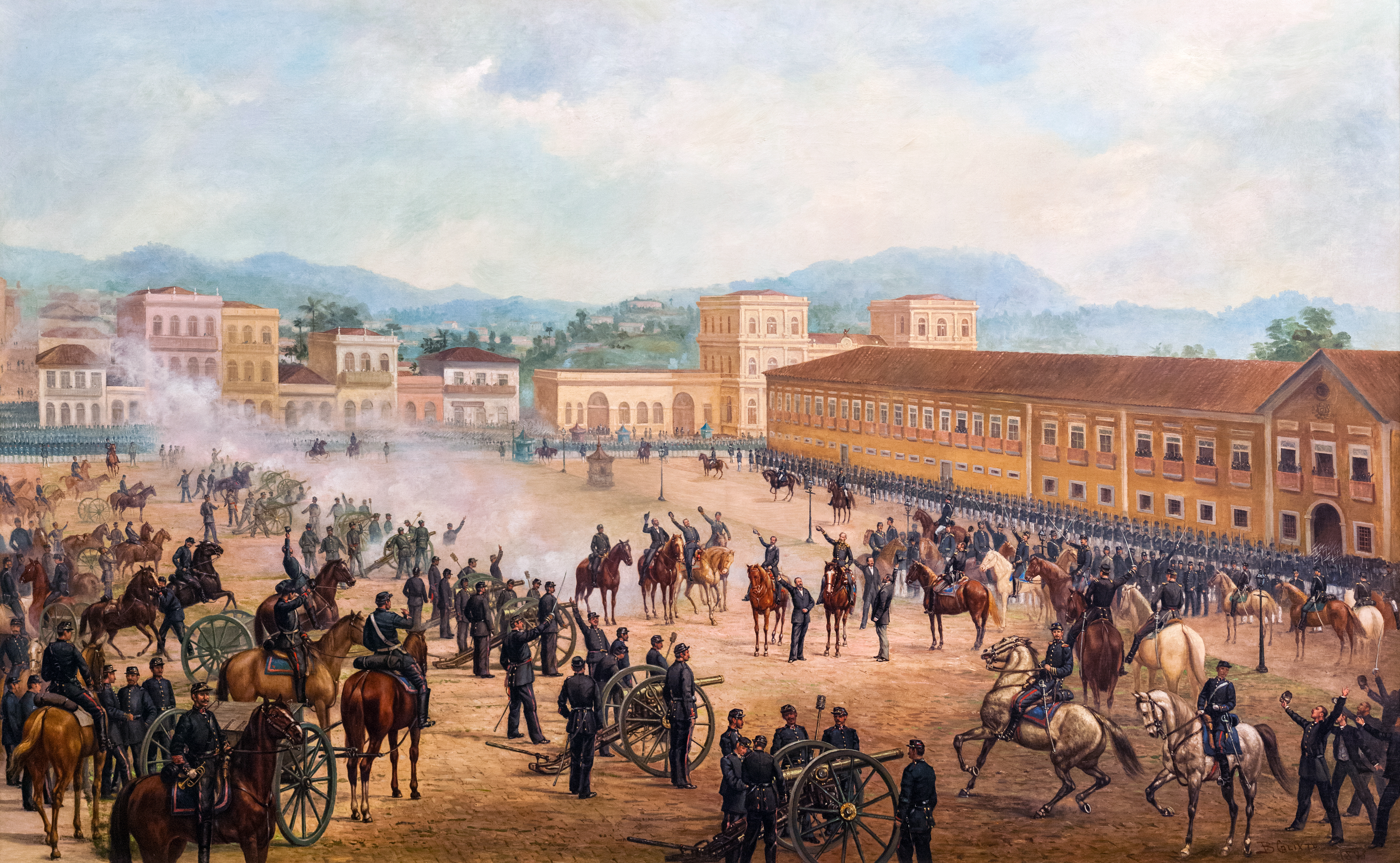
Tableau de Benedito Calixto représentant la Proclamation de la République (1893).

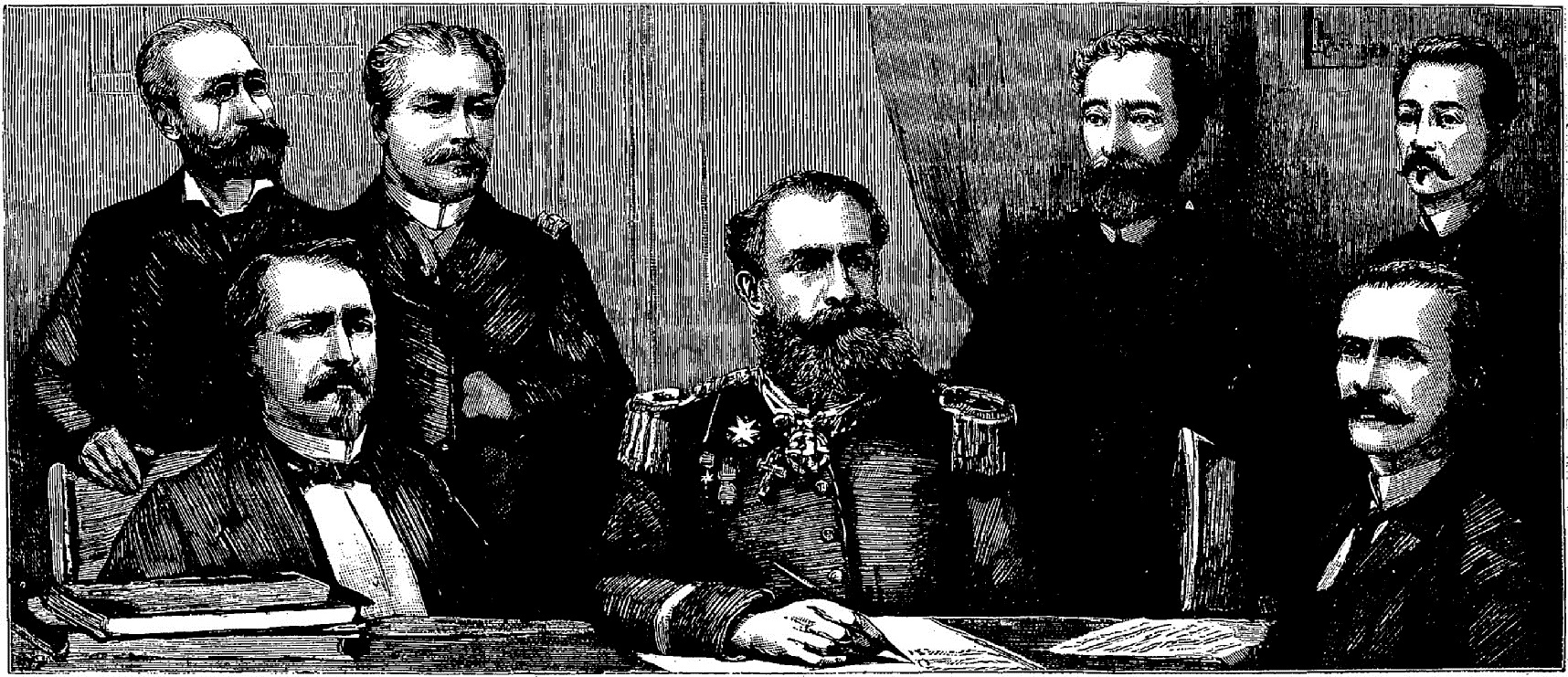
Le Nouveau Ministère: Docteur Aristides Lobo, Ministre de l'Intérieur; M. Eduardo Vandenkolk, Ministre de la Marine; Le lieutenant-colonel Benjamin Constant, Ministre de la Guerre; Le maréchal Deodoro da Fonseca, Président de la République; M. Quintino Bocaiúva, Ministre des Affaires étrangères; Docteur Demétrio Ribeiro, Ministre de l'Agriculture; Docteur Ruy Barbosa, Ministre des Finances.

La proclamation de la république du Brésil a eu lieu le 15 novembre 1889, à Rio de Janeiro. Organisée par une faction de l’Armée brésilienne dirigée par le maréchal républicain Deodoro da Fonseca, elle a pris la forme d’un coup d'État militaire qui a mis fin au règne de l’empereur Pierre II du Brésil et à l’existence même du régime impérial.
Les quelques personnes qui assistent aux événements ne se rendent même pas compte qu'il s'agit d'une révolution,. L'historien Lídia Besouchet note que, « rarement une révolution s'est déroulée de façon aussi calme ». Tout au long du coup d'État, Pierre II ne montre aucune émotion, comme s'il n'était pas concerné par son issue. Il rejette toutes les suggestions avancées par les hommes politiques et les chefs militaires pour réprimer la rébellion. L'empereur et sa famille partent en exil le 17 novembre. Une importante réaction monarchiste se produit mais elle est réprimée avec force par les républicains, et ni Pierre II ni sa fille ne soutiennent réellement la restauration. Tenue à l'écart du coup d’État et constatant l'acceptation passive de la situation par l’empereur, la classe politique approuve le remplacement de la monarchie par une république. Elle ne sait pas que l’objectif des organisateurs du coup d’État est l'instauration d'une dictature et non d'une république présidentielle ou parlementaire.
Peu après avoir renversé le président du Conseil Afonso Celso de Assis Figueiredo, vicomte de Ouro Preto, et fait arrêter la famille impériale, emprisonnée dans son palais puis exilée, le maréchal Deodoro da Fonseca s’autoproclame président du gouvernement provisoire, et met en place un gouvernement provisoire dans lequel siègent les ministres Benjamin Constant Botelho de Magalhães, Quintino Bocaiuva, Rui Barbosa, Campos Sales, Aristides Lobo, Demétrio Ribeiro et Eduardo Wandenkolk, tous membres de la franc-maçonnerie brésilienne et adeptes du positivisme, dont la devise, ordre et progrès (ordem e progresso), orne le drapeau de la nouvelle république.